# 凯拉·库尼-克罗斯
凯拉·莉莉·库尼-克罗斯（英語：Kyra Lillee Cooney-Cross；2002年2月15日—），澳大利亚女子职业足球运动员，司职中场，目前效力于阿森纳女子足球俱乐部和澳大利亚国家女子足球队。她曾代表澳大利亚参加2020年和2024年夏季奥林匹克运动会女子足球比赛等多场国际赛事。